# Adrift in Manhattan
Adrift in Manhattan ist ein US-amerikanisches Filmdrama von Alfredo De Villa aus dem Jahr 2007.

## Handlung
Der Teenager Simon Colon lebt bei seiner dominanten Mutter. Er fotografiert in der Freizeit Menschen durch ein Teleobjektiv. Eines Tages fotografiert er Rose Phipps.
Das Kind der Optikerin Rose Phipps stirbt. Die Frau zieht sich daraufhin zurück, sie kann nicht mehr mit ihrem Ehemann Mark kommunizieren, von dem sie sich trennt. Phipps lernt den erblindeten Maler Tommaso Pensara kennen und stellt fest, dass sie einsam geworden ist.

## Kritiken
Dennis Harvey schrieb in der Zeitschrift Variety vom 26. Januar 2007, der Film sei ein „feines Stück“ mit guten Darstellungen und einer interessanten Situation. Das Drama würde jedoch keinen bleibenden Eindruck hinterlassen.
Kirk Honeycutt schrieb in der Zeitschrift The Hollywood Reporter vom 29. Januar 2007, der Film sei wie eine gute Kurzgeschichte – er verschwende keine Zeit, was ihm maximale Wirkung ermögliche. Der Film zeige die Einsamkeit von Simon Colon, Rose Phipps und Tommaso Pensara. Er habe gute Chancen auf kleineren Filmfestivals, aber trotz der Präsenz von Heather Graham eigne er sich nur eingeschränkt für den Kinoeinsatz.

## Auszeichnungen
Der Film nahm am Sundance Film Festival im Jahr 2007 als Wettbewerbsbeitrag teil; Alfredo De Villa wurde für den Großen Jurypreis nominiert. De Villa gewann 2007 den American Spectrum Prize des Indianapolis International Film Festivals. Der Film gewann 2007 den Ensemble Award des Palm Beach International Film Festivals.

## Hintergrund
Der Film wurde in New York City gedreht. Er hatte seine Weltpremiere am 10. Januar 2007 auf dem Sundance Film Festival. Im April 2007 wurde er auf dem Newport Beach Film Festival und auf dem Indianapolis International Film Festival gezeigt.